# Edatekujima
Edatekujima (japanska: 枝手久島?) är en obebodd ö belägen väster om Amamiöarnas huvudö Amami-Ōshimas kust. Förvaltningsmässigt tillhör ön byn Uken i Ōshima distrikt, Kagoshima prefektur.